# Casabianca (Haute-Corse)
Casabianca település Franciaországban, Haute-Corse megyében. Lakosainak száma 121 fő (2022. január 1.). Casabianca Giocatojo, Monte, Ortiporio, Penta-Acquatella, Piano, Poggio-Marinaccio, La Porta és Quercitello községekkel határos.

## Népesség
A település népességének változása:
| Lakosok száma | 72   | 57   | 36   | 80   | 93   | 90   | 84   | 105  | 116  | 121  |
|               | 1968 | 1982 | 1990 | 2006 | 2013 | 2015 | 2017 | 2019 | 2020 | 2022 |